# Symphurus chabanaudi
Symphurus chabanaudi és un peix teleosti de la família dels cinoglòssids i de l'ordre dels pleuronectiformes que viu al Pacífic oriental (des de Califòrnia fins al Perú).